# Voltmeter

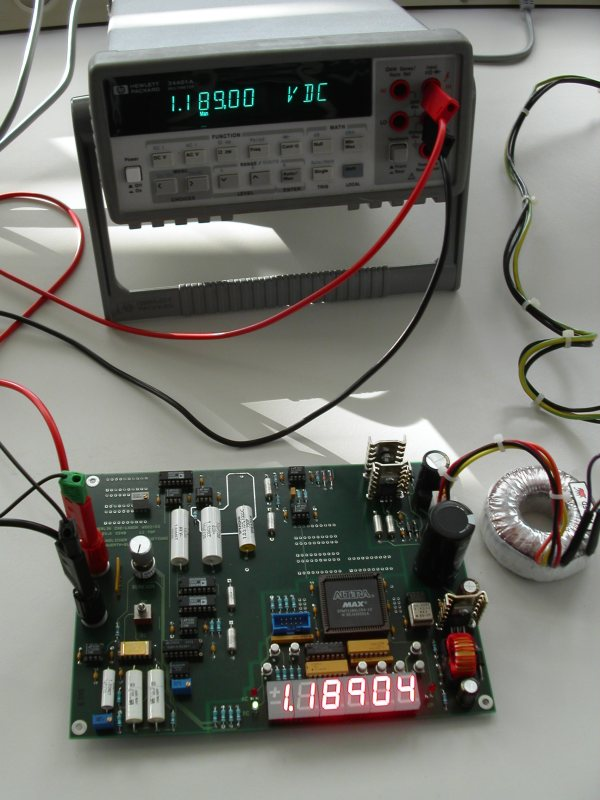
De digitale voltmeter op de achtergrond meet een printplaat op de voorgrond, die ook een voltmeter is

Een voltmeter of spanningsmeter is een meetinstrument om elektrische spanning te meten. De waarde wordt aangegeven in volt.

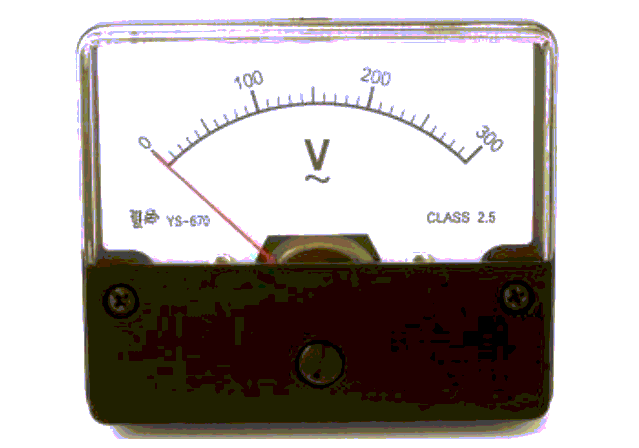
Analoge voltmeter

Een traditionele analoge voltmeter maakt gebruik van een weekijzermeter of een draaispoelmeter volgens het principe van de galvanometer. De draaispoelmeter meet de stroom door een klein spoeltje met heel veel windingen dat in het veld van een permanente magneet kan draaien. De draaiing wordt door veertjes tegengewerkt en een wijzer maakt aflezing van de draaiing mogelijk. De constructie is zodanig dat de draaiing recht evenredig is met de stroom door het spoeltje. 
Een voltmeter wordt parallel geschakeld met het object waarover de spanning wordt gemeten. Een ideale voltmeter beïnvloedt het circuit waaraan gemeten wordt niet. Hiervoor moet de inwendige weerstand van de voltmeter oneindig hoog zijn, waarmee de door de meting onttrokken stroom nul blijft. Elektrostatische voltmeters voldoen hieraan, hoewel ook zij een zekere hoeveelheid lading aan het te meten circuit onttrekken. 
Simpele (analoge of digitale) voltmeters hebben een eindige inwendige weerstand en belasten het te meten circuit enigszins. Deze weerstand is evenredig met het meetbereik waarop de meter is ingesteld en wordt dan ook aangegeven in ohm per volt
Door de toepassing van elektronische schakelingen zoals operationele versterkers en dergelijke in moderne digitale of analoge voltmeters kan de inwendige weerstand van deze apparaten in de orde van grootte van megaohms of zelfs gigaohms komen te liggen, waarmee zij het ideaal aardig benaderen. Voor de opkomst van de halfgeleiders werd een buisvoltmeter gebruikt. Ook deze meter had een zeer hoge inwendige weerstand waardoor de beïnvloeding van de te meten schakeling tot een minimum kon worden beperkt. 
Het voordeel van de moderne digitale meetinstrumenten is dat zij een gemakkelijk afleesbare waarde weergeven en de afleesfouten van de klassieke wijzerinstrumenten uitsluiten. Nadeel van digitale meetinstrumenten is dat zij een bepaalde spanningvorm (een curve) niet of nauwelijks zichtbaar (dat wil zeggen afleesbaar) kunnen maken. Aan dit bezwaar is enigszins tegemoetgekomen door de toepassing, geïntegreerd naast het cijferdisplay, van een balkvormige indicator. Bovendien zijn digitale meetinstrumenten vaak uitgerust met een peak-hold-functie waarbij de hoogst gemeten waarde wordt vastgehouden. De nauwkeurigheid van digitale meetinstrumenten is betrekkelijk, het laatste cijfer achter de komma suggereert vaak een nauwkeurigheid in de te meten bereiken waaraan het totale meetinstrument niet kan voldoen; om dus van zo'n aflezing iets te kunnen zeggen moet naar de meetspecificaties van het totale meetsysteem van het instrument worden gekeken.
Omdat het meten van een zeer lage spanning, met name met een draaispoelinstrument mede door de intrinsieke lage ingangsweerstand, moeilijk is zijn hiervoor speciale millivoltmeters ontwikkeld met een ingangsversterker en eventuele filters.